# Hubbard (Ohio)
Hubbard ist eine City im Trumbull County im Bundesstaat Ohio der Vereinigten Staaten. Das U.S. Census Bureau ermittelte bei der Volkszählung 2020 eine Einwohnerzahl von 7636.

## Geschichte
Benannt ist die Stadt nach dem Kaufmann Nehemiah Hubbard Jr. aus Middletown in Connecticut, der 1795 aus der Connecticut Western Reserve das Land erwarb, das später Hubbard Township genannt wurde. Das erste Grundstück verkaufte Nehemiah Hubbard an Samuel Tylee weiter, einen Landvermesser aus Connecticut, der ihm half, das Land genau zu vermessen und an andere Siedler weiterzuverkaufen.
Bis 1861 blieb Hubbard nichts anderes als eine Kreuzung zweier Landstraßen, an der einige Häuser standen. Als jedoch die Kohlevorkommen in der Gegend entdeckt wurden, wurde aus der kleinen Siedlung rasch eine eigenständige Gemeinde. 1868 hatte Hubbard genügend Einwohner erreicht, um als eigene Munizipalität innerhalb des Townships anerkannt zu werden.

### Tornado
Am 31. Mai 1985 zerstörte ein Tornado mehrere Gebäude in Hubbard. Der Orkan hatte die Stärke F5 auf der Fujita-Skala, das bedeutet eine Geschwindigkeit von 400 bis 500 km/h. Er kam aus dem Westen, aus Newton Falls und Lordstown und zog dann nach Niles weiter, wo er mehrere Todesopfer forderte, und kam schließlich nach Hubbard. Von hier fegte er über den Süden von Masury und verursachte die größten Zerstörungen im benachbarten Wheatland, Pennsylvania, wo zahlreiche Fabriken zerstört wurden. Als der Tornado den Norden von Niles erreicht hatte, kam es dort zur Zerstörung der Ashland-Oil-Raffinerie, zu Verwüstungen auf dem Friedhof und zur Abtragung mehrerer Läden und Gwerbestätten. Elf Menschen fanden in Niles und Hubbard Township den Tod.

## Bildung
Der Hubbard Exempted Village School District ist für alle Schulen in Hubbard und Hubbard Township zuständig. Dieser Schulbezirk reicht im Osten bis zur Grenze zum Bundesstaat Pennsylvania, im Norden grenzt sie an den Brookfield School District des Brookfield Townships, im Westen an den Liberty School District und im Süden an die Youngstown City Schools.
Die Schulen in Hubbard umfassen je vier Klassenstufen, die Roosevelt Elementary School beherbergt die Klassen 1–4, die Reed Middle School die Klassen 5–8 und die Hubbard High School die Klassen 9–12. Die Schulen der Gemeinde besitzen gemeinsam den Hubbard Community Pool, ein Hallenbad zwischen Reed Middle School und Hubbard High School gelegen, in dem der Schwimm- und Sportunterricht abgehalten werden kann, und die Schwimmer und Taucher aus den Teams der Schulen trainieren können.
Es gibt auch eine katholische Privatschule in Hubbard, die Saint Patrick's Roman Catholic School, die die Klassen 1–8 anbietet. Diese Schule gehört zur Saint Patrick's Catholic Church, einer Pfarrei der Diözese Youngstown.

## Demografie
Nach der Volkszählung im Jahr 2000 lebten in Hubbard 8284 Menschen. Abgesehen von 1 in einer Sammelunterkunft wohnenden Person lebten die Einwohner in 3456 Haushalten und 2322 Familien. Die Bevölkerungsdichte betrug 927 Einwohner pro Quadratkilometer. Es wurden 3666 Wohneinheiten erfasst. Ethnisch betrachtet setzte sich die Bevölkerung zusammen aus 98,08 Prozent weißer Bevölkerung, 0,92 Prozent Afroamerikanern, 0,11 Prozent amerikanischen Ureinwohnern, 0,14 Prozent Asiaten, 0,01 Prozent Bewohnern aus dem pazifischen Inselraum und 0,14 Prozent aus anderen ethnischen Gruppen; 0,59 Prozent gaben die Abstammung von mehreren Ethnien an. 0,46 Prozent der Einwohner waren spanischer oder lateinamerikanischer Abstammung.
Von den 3457 Haushalten hatten 28,0 Prozent Kinder oder Jugendliche, die mit ihnen zusammen lebten. 53,7 Prozent waren verheiratete, zusammenlebende Paare, 10,2 Prozent waren allein erziehende Mütter und 32,8 Prozent waren keine Familien. 30,0 Prozent waren Singlehaushalte und in 15,1 Prozent lebten Menschen im Alter von 65 Jahren oder darüber. Die durchschnittliche Haushaltsgröße betrug 2,40, die durchschnittliche Familiengröße 2,99 Personen.
Die Bevölkerung verteilte sich auf 23,2 Prozent unter 18 Jahren, 7,6 Prozent von 18 bis 24 Jahren, 26,2 Prozent von 25 bis 44 Jahren, 24,7 Prozent von 45 bis 64 Jahren und 18,3 Prozent von 65 Jahren oder älter. Das durchschnittliche Alter (Median) betrug 40 Jahre. Auf 100 weibliche Personen kamen 89,7 männliche Personen und auf 100 erwachsene Frauen ab 18 Jahren kamen 85,1 Männer.
Das jährliche Durchschnittseinkommen eines Haushalts (Median) betrug 34.657 US-$, das Durchschnittseinkommen einer Familie 42.077 $. Männer hatten ein Durchschnittseinkommen von 34.572 $, Frauen 25.052 $. Das Pro-Kopf-Einkommen betrug 19.838 $. Unter der Armutsgrenze lebten 5,3 Prozent der Familien und 8,6 Prozent der Einwohner, darunter 15,4 Prozent der Einwohner unter 18 Jahren und 4,8 Prozent der Einwohner im Alter von 65 Jahren oder älter.